# Leichtathletik-Länderkämpfe mit deutscher Beteiligung 1994
| Leichtathletik-Länderkämpfe mit deutscher Beteiligung 1994                                                                             | Leichtathletik-Länderkämpfe mit deutscher Beteiligung 1994 | Leichtathletik-Länderkämpfe mit deutscher Beteiligung 1994                                  | Leichtathletik-Länderkämpfe mit deutscher Beteiligung 1994        |
| --- | ---------------------------------------------------------- | ------------------------------------------------------------------------------------------- | ----------------------------------------------------------------- |
| |                                                            |                                                                                             |                                                                   |
| 1. Länderkampf 1994, Geher 00(Männer/Frauen/Junioren/Juniorinnen): ITA A – GER – AUS – FRA – GBR – ITA B – RUS – SVK – SWE – ESP – HUN |                                                            |                                                                                             |                                                                   |
| Livorno 12. Juni 1994 | Livorno 12. Juni 1994                                      | 01. RUS 02. ESP 03. ITA A 04. GER 05. SVK 06. HUN 07. FRA 08. ITA B 09. AUS 10. GBR 11. SWE | 445 P 405 P 404 P 364 P 316 P 313 P 306 P 216 P 168 P 153 P 101 P |
| 2. Länderkampf 1994, (U23-Männer): ITA – GER – RUS                                                                                     |                                                            |                                                                                             |                                                                   |
| Modena 16. Juli 1994 | Modena 16. Juli 1994                                       | 1. ITA 2. RUS 3. GER                                                                        | 159 P 150 P 133 P                                                 |
| 3. Länderkampf 1994, (U23-Frauen): ITA – GER – RUS                                                                                     |                                                            |                                                                                             |                                                                   |
| Modena 16. Juli 1994 | Modena 16. Juli 1994                                       | 1. RUS 2. GER 3. ITA                                                                        | 149 P 117 P 89 P                                                  |
| 4. Länderkampf 1994, Zehnkampf (U23-Männer): GER – FRA – RUS – SUI                                                                     |                                                            |                                                                                             |                                                                   |
| Bad Oeynhausen 6./7. August 1994 | Bad Oeynhausen 6./7. August 1994                           | 1. FRA 2. RUS 3. GER 4. SUI                                                                 | 22.137 P 21.834 P 21.407 P 21.223 P                               |
| 5. Länderkampf 1994, Siebenkampf (U23-Frauen): GER – FRA – RUS – SUI                                                                   |                                                            |                                                                                             |                                                                   |
| Bad Oeynhausen 6./7. August 1994 | Bad Oeynhausen 6./7. August 1994                           | 1. RUS 2. GER 3. FRA 4. SUI                                                                 | 16.680 P 15.358 P 15.460 P 14.263 P                               |
| 6. Länderkampf 1994, Straßenlauf (U23-Männer): GER – RUS                                                                               |                                                            |                                                                                             |                                                                   |
| Schortens 20. August 1994 | Schortens 20. August 1994                                  | 1. RUS 2. GER                                                                               | 4:19:58 h 4:30:54 h                                               |
| 7. Länderkampf 1994, Straßenlauf (U23-Frauen): GER – RUS                                                                               |                                                            |                                                                                             |                                                                   |
| Schortens 20. August 1994 | Schortens 20. August 1994                                  | 1. RUS 2. GER                                                                               | 5:05:23 h 5:13:30 h                                               |
| Chronik |                                                            |                                                                                             |                                                                   |
| ← Länderkämpfe 1993 | ← Länderkämpfe 1993                                        | Länderkämpfe 1995 →                                                                         | Länderkämpfe 1995 →                                               |

Im Jahr 1994 wurden sieben Leichtathletikländerkämpfe mit deutscher Beteiligung in sieben Veranstaltungen ausgetragen. Das waren drei Vergleiche mehr als im Vorjahr. Allerdings sind die Zahlen nicht wirklich eins zu eins vergleichbar. Begründet ist das in unterschiedlichen Verfahren zur Wertung der Länderkämpfe. Es gab Vergleiche mit gemeinsamer Wertung für Männer und Frauen, die in dieser Form als jeweils ein Länderkampf gezählt werden. Begegnungen mit getrennter Wertung für die Geschlechter stellen dagegen jeweils zwei Länderkämpfe dar. Nach in der Vergangenheit üblicher Zählung mit stets getrennter Wertung wären 1994 acht Vergleiche zustande gekommen, 1993 wären es sechs.
In der nun laufenden Saison wurde nur noch ein Vergleich mit einer Gesamtwertung der Wettkämpfe für Frauen und Männer ausgetragen. Die Zahl der Begegnungen pro Jahr blieb nach wie vor auf einem sehr niedrigen Niveau. Die größte Anzahl von 27 Begegnungen hatte es 1974 gegeben.
Nicht berücksichtigt sind Veranstaltungen wie der sogenannte „Lugano-Cup“, ein Weltcup der Geher unter dem Dach des Weltleichtathletikverbands (früher: IAAF), der ab 1965 unter Regie des Europäischen Leichtathletikverbands durchgeführte Leichtathletik-Europacup sowie ähnliche Events. Hier handelt es sich um Veranstaltungen, die als eigene Wettbewerbe ähnlich wie auch der Leichtathletik-Continentalcup (ab 1994) und der Geher-Europacup (ab 1996) außerhalb der üblichen Länderkämpfe durchgeführt wurden.

## Entwicklung des Länderkampfwesens
Die Bedeutung der Ländervergleiche hatte seit Jahren eine absteigende Entwicklung genommen, was auch zu einer Veränderung des Länderkampfwesens insgesamt führte. Die Anzahl der Vergleiche war niedrig, die Art der Wettkämpfe sah anders aus als in früheren Jahren. Immer mehr Begegnungen wurden nur noch für Nachwuchsathleten reserviert, in diesem Jahr gab es wie im Vorjahr nur noch einen einzigen Vergleich ohne Altersbeschränkung. Außerdem bestand das Angebot vorwiegend aus eingeschränkten Teilbereichen des Leichtathletikprogramms, in diesem Jahr Gehen, Mehrkampf und Straßenlauf. Vor allem die Konkurrenz durch andere Events wie Welt- und Europameisterschaften, Olympische Spiele, Golden bzw. Diamond League führte zu diesem Veränderungen und dieser Entwicklung.
In den Vergleichen 1994 gab es zwei Länderkämpfe mit dem allgemeinen leichtathletischen Programm, angeboten für den Altersbereich U23. Außerdem standen die Wettbewerbsbereiche Mehrkampf (2 Vergleiche), Straßenlauf (2) und Gehen (1) auf dem Programm. Alle anderen Kategorien wie spezielle Angebote für Werfer, Springer oder Läufer standen nicht auf dem Programm. Den für viele Jahrzehnte dominierenden klassischen Länderkampf zwischen zwei Nationen mit je zwei Teamvertretern gab es praktisch gar nicht mehr und durch die drastische Verringerung der Länderkampfanzahlen nahm auch die Vielfalt – hier beschrieben im Abschnitt „Verschiedene Formen von Länderkämpfen“ – deutlich ab.

## Saisonhöhepunkt
Höhepunkt für die Leichtathletik in Deutschland waren in dieser Saison die Europameisterschaften in der finnischen Hauptstadt Helsinki vom 9. bis 14. August. Zum ersten Mal nach dem Zweiten Weltkrieg war Deutschland bei Europameisterschaften wieder mit einem gemeinsamen Team am Start. Mit fünf Gold-, vier Silber- und fünf Bronzemedaillen belegte die Mannschaft im Medaillenspiegel Rang drei hinter Russland (10 G / 8 S / 7 B) und Großbritannien (6 G / 5 S / 2 B). Für das deutsche Team gab es damit zwei EM-Titel mehr als es für die Bundesrepublik Deutschland 1990 gegeben hatte. Die damalige DDR hatte 1990 allerdings sieben EM-Titel mehr errungen. Dennoch muss das deutsche Abschneiden in Helsinki im Vergleich zu den Ergebnissen bei den Großereignissen der drei Jahre seit dem Auftreten als gemeinsames Team als erfolgreich gewertet werden.
Außerdem gab es 1994 auch wieder einen Weltcup, der vom 9. bis 11. September in London ausgetragen wurde. Deutschlands Männer, die beim vorangegangenen Weltcup 1992 nicht dabei gewesen waren, belegten hinter Afrika, Großbritannien, Amerika und Europa den fünften Platz. Die deutschen Frauen verbesserten sich vom 1992 erreichten fünften Rang hinter Europa und Amerika auf Platz drei.

## Bilanz
In der Saison 1994 gab es für die deutschen Leichtathleten in ihren sieben Länderkämpfen nur Niederlagen. Es war das erste Länderkampfjahr, in dem Deutschland komplett sieglos blieb. Bemerkenswert war, dass Russland an allen sieben Begegnungen dieses Jahres beteiligt war.
Für ein gemeinsames Team entstand die Niederlage in ihrem einzigen Wettkampf:
- Geher-Vergleich gegen Italien A+B, Australien, Frankreich, Großbritannien, Russland, die Slowakei, Schweden, Spanien und Ungarn am 12. Juni im italienischen Livorno (Platz vier hinter Russland, Spanien und Italien A)

Die deutschen Männer waren mit folgenden drei Niederlagen beteiligt:
- U23-Vergleich gegen Italien und Russland am 16. Juli in der italienischen Stadt Modena (Rang drei hinter Italien und Russland)
- U23-Zehnkampf-Vergleich gegen Frankreich, Russland und die Schweiz am 6./7. August in Bad Oeynhausen (Rang drei hinter Frankreich und Russland)
- U23-Straßenlauf-Vergleich gegen Russland am 20. August in Schortens (Rang zwei hinter Russland)

Die deutschen Frauen erlitten ebenfalls drei Niederlagen:
- U23-Vergleich gegen Italien und Russland am 16. Juli in Modena (Rang zwei hinter Russland)
- U23-Siebenkampf-Vergleich gegen Frankreich, Russland und die Schweiz am 7./8. August in Bad Oeynhausen (Rang zwei hinter Russland)
- U23-Straßenlauf-Vergleich gegen Russland am 20. August in Schortens (Rang zwei hinter Russland)

Die Saisonbilanzen lauteten null zu eins für die Länderkämpfe mit gemeinsamen Wertungen für Männer und Frauen und jeweils null zu drei für Begegnungen mit alleiniger Wertung für Männer bzw. für Frauen.
Am Ende des Jahres hatte die deutsche Mannschaft in Begegnungen mit gemeinsamer Wertung für beide Geschlechter in ihren nun fünfzehn Vergleichen sieben Siege und acht Niederlagen erlitten.
Die Bilanz der deutschen Männermannschaft in ihren insgesamt 453 Vergleichen stand jetzt bei 312 Siegen, vier Unentschieden und 137 Niederlagen.
Die deutschen Frauen hatten seit 1928 in 226 Aufeinandertreffen insgesamt 130 Siege errungen, vier Unentschieden erzielt und 92 Niederlagen hinnehmen müssen.
In der Gesamtsumme aller ihrer Länderkämpfe seit 1921 hatten die deutschen Leichtathleten von 694 Vergleichen 449 gewonnen, 237 verloren und acht Unentschieden erzielt. 83 der Niederlagen stammten dabei aus 45 zweiten Plätzen, 24 dritten, sieben vierten, drei fünften Rängen, zwei sechsten und einem siebten Platz sowie einer Platzierung ohne Wertung hinter vier Gegnerteams in Begegnungen mit mehr als zwei Nationen.

## Verschiedene Formen von Länderkämpfen
Die folgende Auflistung umfasst alle unterschiedlichen Arten von Länderkämpfen aus der Vergangenheit und Gegenwart bis 1994. In dieser Breite wurden Vergleiche aufgrund der abnehmenden Bedeutung von Länderbegegnungen in den letzten Jahren jedoch nicht mehr praktiziert.
- Vergleiche mit einer Mischung von Disziplinen aus dem allgemeinen leichtathletischen Programm
Das war die klassische Form von Ländervergleichen. Jede Nation war in der Regel mit zwei Athleten je Disziplin vertreten. Bei den Männern waren hier zwanzig Wettbewerbe je Länderkampf zum Standard geworden. Allerdings wurden die beiden Langstrecken über 5000 und 10.000 Meter später in der Regel verkürzt als Rennen über 3000 und 5000 Meter durchgeführt oder auch durch einen einzigen Langstreckenwettbewerb ersetzt. Aus dem olympischen Wettbewerbskatalog fehlten demnach in der Regel nur der 10.000-Meter-Lauf, der Marathonlauf, die beiden Gehwettbewerbe und der Zehnkampf.
Der Länderkampfdisziplinkatalog bei den Frauen hatte bis 1968 standardmäßig aus elf Disziplinen bestanden und war mit den damals bei Olympischen Spielen angebotenen Frauenwettbewerben identisch. Von 1969 an gab es hier Veränderungen: Mit dem 1500-Meter-Lauf sowie der 4-mal-400-Meter-Staffel wurden zwei neue Wettbewerbe, die bei den Europameisterschaften 1969 in das Programm aufgenommen worden waren, mit in den Katalog der Frauenländerkämpfe integriert. Neu hinzu kamen nun auch Rennen über 3000 Meter und 400 Meter Hürden, zwei Laufdiszipziplinen, die im 1984 olympisch geworden waren. 1993 wurde in einem Länderkampf auch schon der 3000-Meter-Hindernislauf – olympisch ab 2008 – für Frauen mit einbezogen. Hinzu kamen für die Frauen ebenfalls der Stabhochsprung (olympisch ab 2000), Dreisprung (olympisch ab 1996) und Hammerwurf (olympisch ab 2000). In Angleichung an das Männerprogramm wurde der 3000-Meter-Lauf 1996 durch den 5000-Meter-Lauf abgelöst. Damit waren es insgesamt neunzehn Wettbewerbe
In seltenen Fällen gab es in Länderkämpfen sowohl bei den Frauen als auch bei den Männern Abweichungen vom Standard in Form von Hinzunahme oder Weglassen einzelner Disziplinen. Diese Länderkampfform, die für eine lange Zeit Kern von Leichtathletikländerkämpfen war, wurde immer weniger praktiziert und wurde mehr und mehr fast zur Ausnahme. Sie besaß angesichts der Konkurrenz bedeutender anderer Events nicht mehr die Attraktivität früherer Jahre. Bei den wenigen Austragungen solcher Vergleiche waren in aller Regel nun auch mehr als zwei Länder beteiligt.
- Vergleiche in Teildisziplinen der Leichtathletik:
  - Vergleiche im Mehrkampf – bei den Frauen im Siebenkampf (bis 1980: Fünfkampf), bei den Männern im Zehnkampf
Die Zahl der Vertreter je Land war dabei nicht standardisiert. In der Regel wurden von den gestarteten Teilnehmern nicht alle gewertet. Bei vier Vertretern je Disziplin beispielsweise wurden oft die drei Besten gewertet.
  - Vergleiche der Geher
Diese Begegnungen fanden bei den Männern meist in Form von Straßengehen statt. Bei den Männern kamen zwei Disziplinen zur Austragung, ein Wettkampf über 20 Kilometer und ein Wettkampf über eine längere Distanz, die manchmal über 35 und manchmal über 50 Kilometer führte. Der Trend ging hier jedoch eindeutig zur Distanz von 35 Kilometern.
1976 kam das Gehen auch für die Frauen ins Länderkampfprogramm. Ausgetragen wurde dabei anfangs ein Wettbewerb über 5000 Meter, 1976 auf der Straße, später wechselweise auf der Bahn oder auf der Straße. Es gab dann vorwiegend Wettbewerbe über eine Streckenlänge von zehn Kilometern. Das Gehen für Frauen hatte inzwischen Fuß gefasst in der Leichtathletik. Bei Olympischen Spielen gab es 1992 in Barcelona zum ersten Mal einen Geher-Frauenwettbewerb, bei Europameisterschaften war das schon in 1986 in Stuttgart zum ersten Mal der Fall gewesen.
Bezüglich der Teilnehmerzahl je Land und Wettbewerb wurde verfahren wie in den Mehrkämpfen.
  - Vergleiche im Straßenlauf
Bis einschließlich 1980 wurde ein Rennen über dreißig Kilometer ausgetragen. 1981 war die Streckenlänge auf 25 Kilometer gekürzt worden, 1982 fand das Rennen noch einmal über dreißig Kilometer statt. Auch hier wurde bezüglich der Teilnehmerzahl je Land verfahren wie in den Mehrkämpfen. Ab 1982 trugen auch die Frauen Straßenlauf-Länderkämpe über 25 Kilometer aus und die Männern starteten nach 1982 in der Regel nun ebenfalls über diese etwas kürzere Distanz. Für die Frauen wurde die Streckenlänge 1994 auf fünfzehn Kilometer verkürzt.
Vereinzelt hatte es hier auch Länderkämpfe im Halbmarathon und über die Marathon-Distanz gegeben. In diesem Jahr gab es je einen Straßenlaufvergleich für Männer und Frauen, ausgetragen über die Halbmarathondistanz.
  - Vergleiche im Bereich Lauf
Diese Art von Länderkämpfen war 1984 zum ersten Mal durchgeführt worden. Danach gab es zuletzt 1990 wieder einen reinen Läufervergleich. 1994 wurden keine solche Begegnung ausgetragen.
  - Vergleiche im Crosslauf
Diese Länderkampfform wurde in der Saison 1985 zum ersten und einzigen Mal ausgetragen. Die Streckenlängen waren bei bis zu 9000 Metern für Frauen und Männer unterschiedlich. Bezüglich der Teilnehmerzahl je Land wurde verfahren wie in den Mehrkämpfen. Diese Disziplin war schon länger nicht mehr Teil von Länderkämpfen.
  - Vergleiche in den Disziplinen Sprung und/oder Wurf/Stoß
Diese Länderkampfform wurde seit 1992 nicht mehr ausgetragen.

## Austragungsform und Wertungsmodus
In der Vergangenheit wurden Länderkämpfe mit dem allgemeinen leichtathletischen Programm in der Regel mit zwei Vertretern pro Land und Disziplin durchgeführt. In einigen Vergleichen wurden wie schon in den Jahren zuvor drei Teilnehmer je Land und Wettbewerb eingesetzt. Die Regeln zur Punktevergabe wurden dabei durchgängig so angewendet, dass der Letztplatzierte einen Punkt erhielt, die weiteren Athleten in den Platzierungen jeweils aufwärts bis hin zu Rang zwei einen Punkt mehr. Der Erstplatzierte bekam zwei Punkte mehr gutgeschrieben als der Athlet auf Platz zwei. Für Länderkämpfe mit zwei Vertretern je Land und Disziplin bedeutete das: Platz 1: 5 P, Pl. 2: 3 P, Pl. 3: 2 P, Pl. 4: 1 P. Bei drei Vertretern je Land und Disziplin ergab sich folgende Punktevergabe: Platz 1: 7 P, Pl. 2: 5 P, Pl. 3: 4 P, Pl. 4: 3 P, Pl. 5: 2 P, Pl. 6: 1 P. Für die Staffeln gab es durchgängig fünf zu zwei Punkte.
Die Regeln zur Punktevergabe wurden in diesem Jahr ohne Ausnahme nach diesem standardisierten Wertungssystem angewendet. In weiteren Begegnungen mussten aufgrund anderer Rahmenbedingungen – mehr als zwei Teilnehmer je Nation in der Wertung oder mehr als ein Gegnerland – andere Regeln zur Punktevergabe zur Anwendung kommen. In den Mehrkämpfen wurden die Begegnungen entweder wie in anderen Begegnungen über die Platzierungen oder die Addition der im Wettkampf erzielten Punkte gewertet. Ähnlich wurde in den Straßenlauf-Länderkämpfen verfahren. Dort wurde entweder über die Platzierungen oder über die Addition der erzielten Zeiten gewertet. Straßenläufe gab es in dieser Saison bei Länderkämpfen nicht.

## Geher-Länderkampf der Männer und Frauen gegen ItalienA, Australien, Frankreich, Großbritannien, ItalienB, Russland, Slowakei, Schweden, Spanien und Ungarn
Der erste Länderkampf bestand erneut in einem Aufeinandertreffen der Geherinnen und Geher, das zum inzwischen fünften Mal ausgetragen wurde, in diesem Jahr am 12. Juni in der italienischen Hafenstadt Livorno. Zu den von 1990 bis 1992 beteiligten sieben Ländern Australien, Deutschland (1990 noch mit den damaligen beiden deutschen Staaten), Frankreich, Großbritannien, Italien, Schweden und Spanien kamen mit Belarus, Mexiko, Polen, Russland und Slowakei noch fünf Teams dazu. Australien – im letzten Jahr nicht dabei – kam wieder hinzu und Ungarn war nun ein neuer Mitstreiter, während Belarus, Mexiko und Polen diesmal nicht teilnahmen. Für die Altersgruppe Junioren gibt es keine näheren Altersangaben. Am ehesten ist deshalb davon auszugehen, dass es sich um die Altersgruppe der bis zu 21-jährigen Nachwuchsathletinnen und -athleten handelt. Der diesjährige Gastgeber Italien startete mit einem A- und einem B-Team, sodass wieder ein Elfländerkampf zustande kam. 1990 hatte die DDR vorne gelegen, die Bundesrepublik war Fünfter geworden. 1991 hatten die deutschen Geher gesiegt, im Jahr 1992 Italien und 1993 Belarus, das 1994 diesen Erfolg wiederholte. In Livorno gewann mit 445 Punkten Russland vor Spanien (405 Punkte). Das Team Italien A wurde mit 404 Punkten Dritter vor Deutschland (364 Punkte) und der Slowakei (316 Punkte). Neuling Ungarn kam als Sechster auf 313 Punkte, Frankreich als Siebter auf 306 Punkte. Italien B erreichte mit 216 Punkten Rang acht. Die Ränge neun, zehn und elf belegten Australien (168 Punkte), Großbritannien (153 Punkte) und Schweden (101 Punkte).
Die Resultate der Teilwertungen sind im DLV-Jahrbuch 1994/95 leider nicht angegeben.

## U23-Leichtathletik-Länderkampf der Männer gegen Italien und Russland
Als Länderkampf Nummer zwei trugen die deutschen U23-Leichtathleten den einzigen Vergleich der Männer mit dem allgemeinen Leichtathletikprogramm dieser Saison aus. Die Gegner kamen aus Italien und Russland. Das Aufeinandertreffen fand am 16. Juli im norditalienischen Modena statt. 1993 hatte es einen U23-Dreiländerkampf in gemeinsamer Wertung gegeben, an dem Großbritannien anstelle von Italien teilgenommen hatte. Damals hatte Deutschland sowohl die Teilwertung für Männer als auch die für Frauen gewonnen. 1994 sah das Ergebnis allerdings ganz anders aus. Das Heimteam aus Italien lag mit 159 Punkten vorne. Russland belegte mit 150 Punkten Rang zwei und Deutschland musste sich mit seinen 133 Punkten als Dritter deutlich geschlagen geben.
Auch die U23-Leichtathletinnen bestritten parallel am selben Ort einen eigenen Wettkampf gegen dieselben Gegnerländer.

## U23-Leichtathletik-Länderkampf der Frauen gegen Italien und Russland
Als Länderkampf Nummer drei trugen die deutschen U23-Athletinnen ihren einzigen Vergleich mit dem allgemeinen Leichtathletikprogramm dieser Saison gleichzeitig mit ihren männlichen Kollegen gegen Italien und Russland aus. Das Aufeinandertreffen fand am 16. Juli in ebenfalls in Modena statt. Auch die Frauen waren am oben schon erwähnten Dreiländerkampf des letzten Jahres mit Russland und Großbritannien beteiligt und hatten in ihrer Teilwertung ebenfalls gesiegt. Anstelle von Großbritannien trat 1994 wie bei den Männern Italien an. Die deutschen Vertreterinnen mussten in Modena 32 Punkte hinter den mit 149 Punkten siegreichen Russinnen eine Niederlage hinnehmen, platzierten sich als Zweite aber um einen Rang besser als die Männer. Weitere 28 Punkte zurück belegte Gastgeber Italien hier den dritten und letzten Platz.

## U23-Zehnkampf-Länderkampf der Männer gegen Frankreich, Russland und die Schweiz
Den Vergleich des diesjährigen vierten Länderkampfs hatte es im vergangenen Jahr für den Altersbereich U22 bereits gegeben. Deutschlands Nachwuchszehnkämpfer hatten damals die Begegnung vor Frankreich und der Schweiz gewonnen. Als nun um ein Jahr älter gewordene U23-Teams traten die Vertreter der vier Länder Deutschland, Frankreich, Russland und Schweiz am 6./7. August 1994 im westfälischen Bad Oeynhausen erneut gegeneinander an. Hier siegte die französische U23-Juniorenmannschaft mit 22.137 Punkten. Der Vorsprung vor den zweitplatzierten russischen Zehnkämpfern betrug 303 Punkte. Die drittplatzierten Deutschen lagen weitere 427 Punkte zurück. Mit einem Rückstand von weiteren 184 Punkten folgten die Schweizer auf Rang vier.
Auch die Mehrkämpferinnen dieser vier Nationen trafen parallel am selben Ort zu einem Länderkampf aufeinander.

## U23-Siebenkampf-Länderkampf der Frauen gegen Frankreich, Russland und die Schweiz
Der fünfte Saisonvergleich war wie im parallelen Länderkampf der Männer eine Wiederholung der letztjährigen Begegnung zwischen Frankreich, Deutschland, Russland und der Schweiz – damals für den Altersbereich U22. 1993 hatte Frankreich den Wettbewerb vor Russland und Deutschland für sich entschieden. Das diesjährige Aufeinandertreffen der nun U23-Siebenkämpferinnen wurde am 7./8. August in Bad Oeynhausen ausgetragen. Dort gewann das russische U23-Juniorinnenteam mit 16.680 Punkten. Deutschland folgte mit 15.358 Punkten auf Platz zwei. Die drittplatzierten Französinnen erzielten 15.460 Punkte. Mit 14.263 Punkten wurde die Schweiz Vierter.

## U23-Straßenlauf-Länderkampf der Männer gegen Russland
Im sechsten Saisonvergleich 1994 gab es auch wieder einen Straßenlauf. Bis einschließlich 1991 hatte diese Disziplin mit Beteiligung verschiedenster Länder seit mehreren Jahrzehnten durchgängig auf dem Programm gestanden.  1992 war das zum ersten Mal nicht der Fall gewesen und auch 1993 wurde kein Straßenlaufländerkampf ausgetragen. 1994 fand am 20. August in der niedersächsischen Stadt Schortens wieder ein Straßenlaufländerkampf statt. Beteiligt waren die U23-Läufer aus Deutschland und Russland. Diese Begegnung war eine Premiere. Die russischen Vertreter gestalteten die Begegnung deutlich überlegen und erzielten 4:19:58 h. Die deutschen Läufer lagen mit ihren 4:30:54 h fast elf Minuten zurück.
Auch die U23-Straßenläuferinnen der beiden Länder bestritten am selben Ort einen eigenen Länderkampf.

## U23-Straßenlauf-Länderkampf der Frauen gegen Russland
Im siebten und letzten Saisonvergleich 1994 trafen die deutschen U23-Straßenläuferinnen wie ihre männlichen Kollegen am 20. August in Schortens ebenfalls auf Russland. Auch diese Begegnung hatte es zuvor noch nicht gegeben. Die Russinnen setzten sich mit 5:05:23 h in der Gesamtwertung sehr deutlich durch. Mit einem Rückstand von mehr als acht Minuten mussten sich die deutschen Läuferinnen mit ihren 5:13:30 h klar geschlagen geben.